# Tipula hortorum
Tipula hortorum là một loài ruồi hạc phân bố rộng khắp vùng tây miền Cổ bắc.

## Hình ảnh

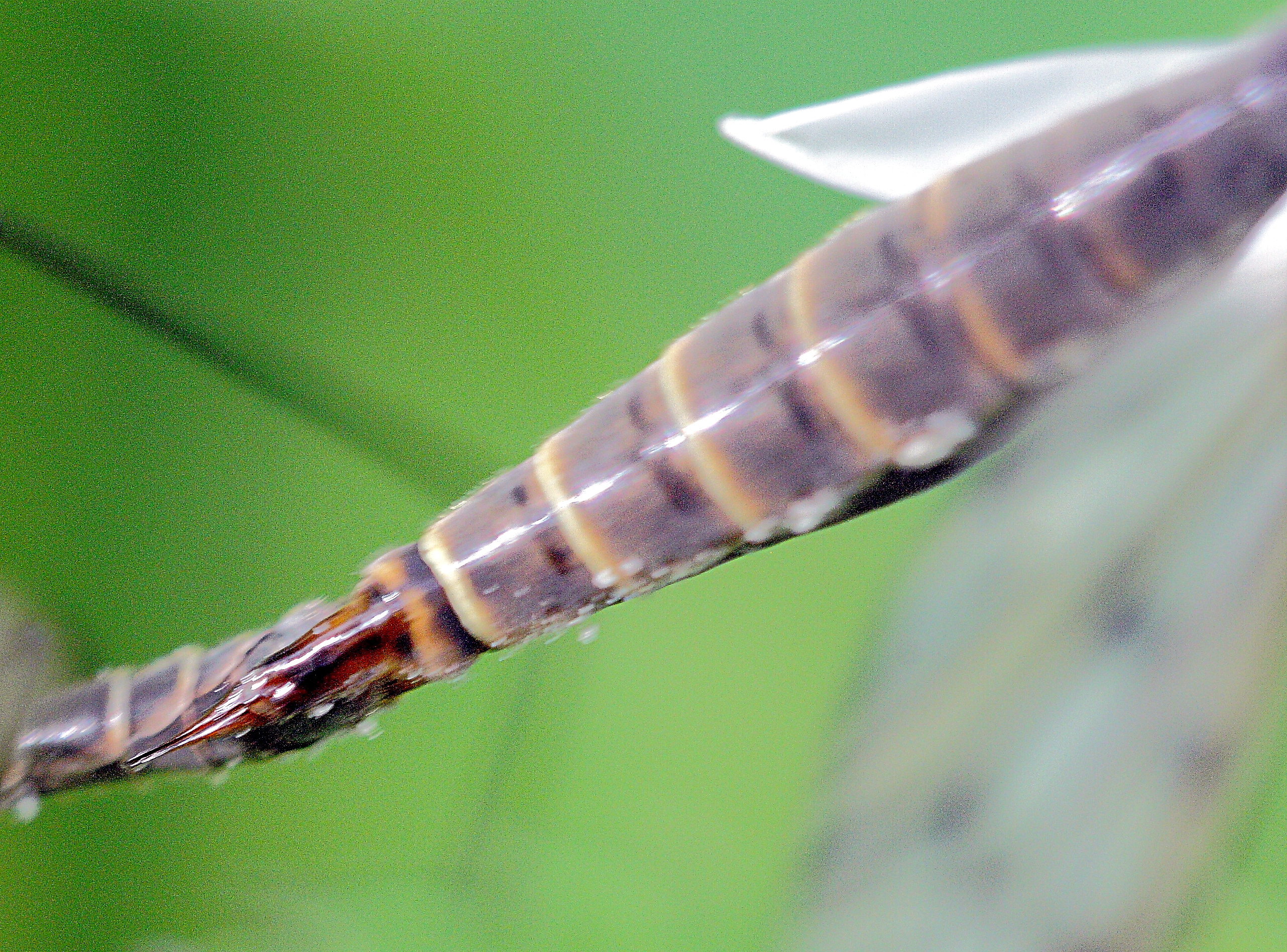
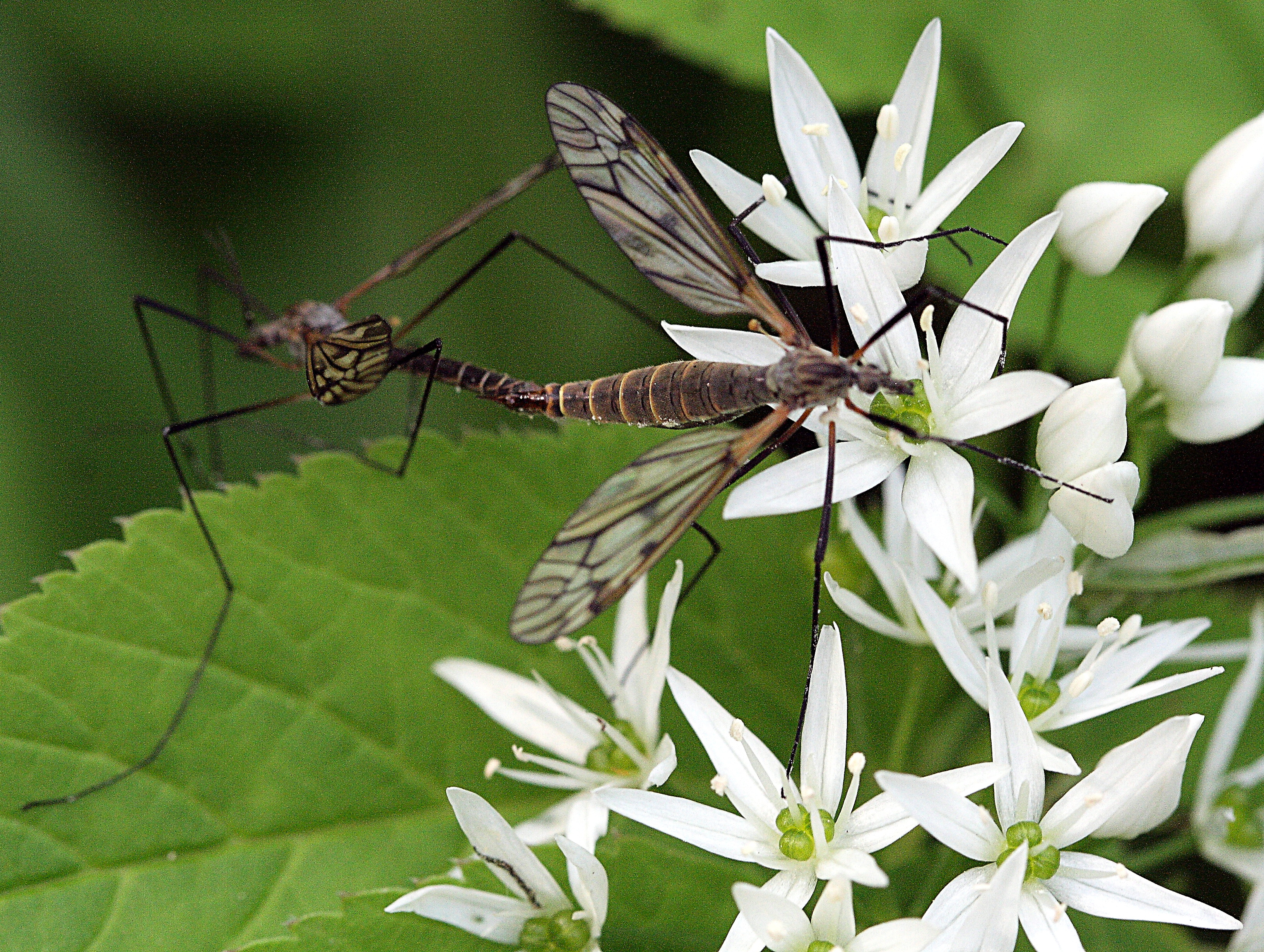
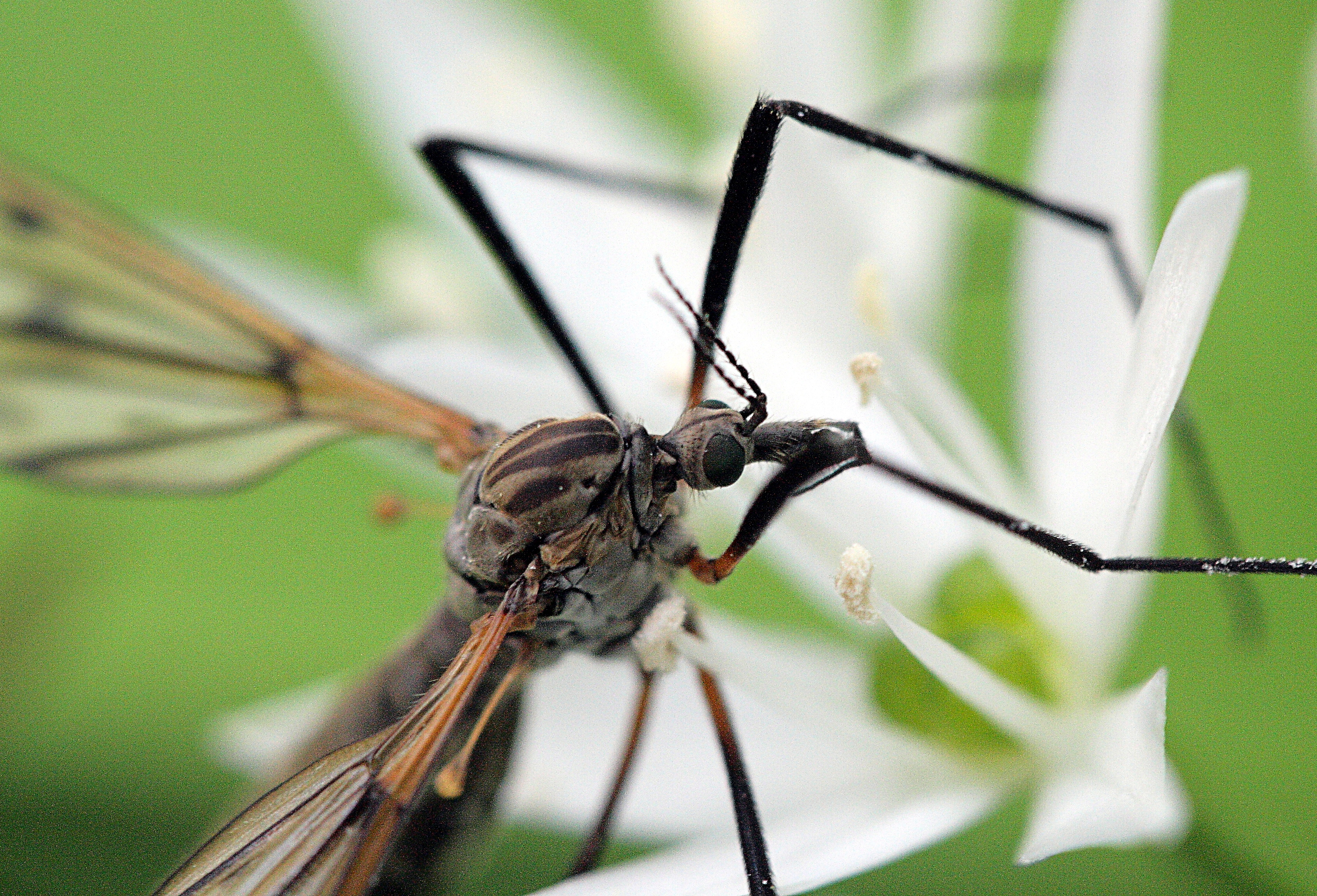
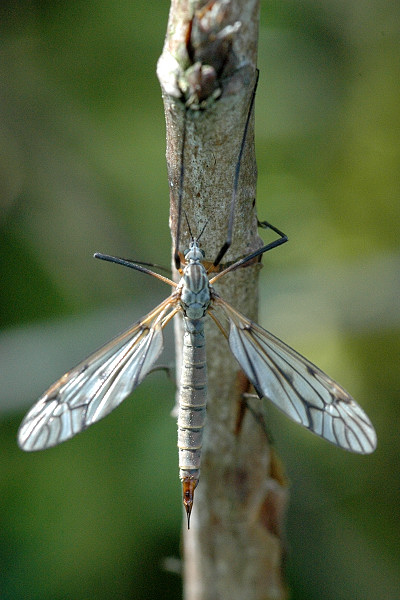